# Necklacing
Unter Necklacing (engl. necklace „Halskette“), auch als Halskrausenmethode bezeichnet, versteht man eine Form von Lynchjustiz. Dem Opfer wird ein mit Benzin getränkter Autoreifen um Hals und Arme gehängt und angezündet. Dabei verschmilzt das brennende Gummi mit dem Körper zu einer brennenden Masse, sodass das Opfer kaum gelöscht werden kann.
Diese Praxis wurde vor allem während des Kampfes der schwarzen Bevölkerung gegen die südafrikanische Apartheidspolitik in den 1980er und 1990er Jahren bekannt. Sie wurde in den Townships gegen tatsächliche oder vermeintliche Spitzel der damaligen weißen Machthaber angewendet.

## Necklacing und ANC
Der ANC kritisierte die Praxis des Necklacings von Anfang an offiziell. In ANC-Erklärungen heißt es, dass die Entwicklung des Necklacings zum Medienereignis von Agenten der weißen Apartheidsregierung in den Townships inszeniert worden sei, um den ANC zu diskreditieren. Da die Täter (wie die Opfer) regelmäßig Schwarze waren, konnte die damalige Apartheidsregierung propagandistisch davon profitieren. Vonseiten prominenterer Personen innerhalb des ANC wie Winnie Mandela oder George Mathusa, dem ANC-Führer im West-Transvaal, wurden wiederholt Drohungen mit Necklacing ausgesprochen, von denen sich der ANC anschließend distanzierte. In einem Fall konnte man Winnie Mandela später ihre Tatbeteiligung nachweisen und sie wurde gerichtlich verurteilt.

## Necklacing in anderen Ländern
Dieselbe Praxis fand auch in Haiti statt, wo sie hauptsächlich gegen Unterstützer der Duvalier-Diktatur (zwischen 1986 und 1990) benutzt wurde. Ebenso wurde Necklacing im Bürgerkrieg im Kongo sowie in Mosambik und in Sri Lanka während der Zeit der JVP-Insurrektion 1987–1989 angewandt. Fälle von Necklacing gab es auch in Kenia und Brasilien. Auch aus Nigeria sind Fälle bekannt.